# Bildstock für die Opfer des Flugzeugabsturzes vom 25. August 1918

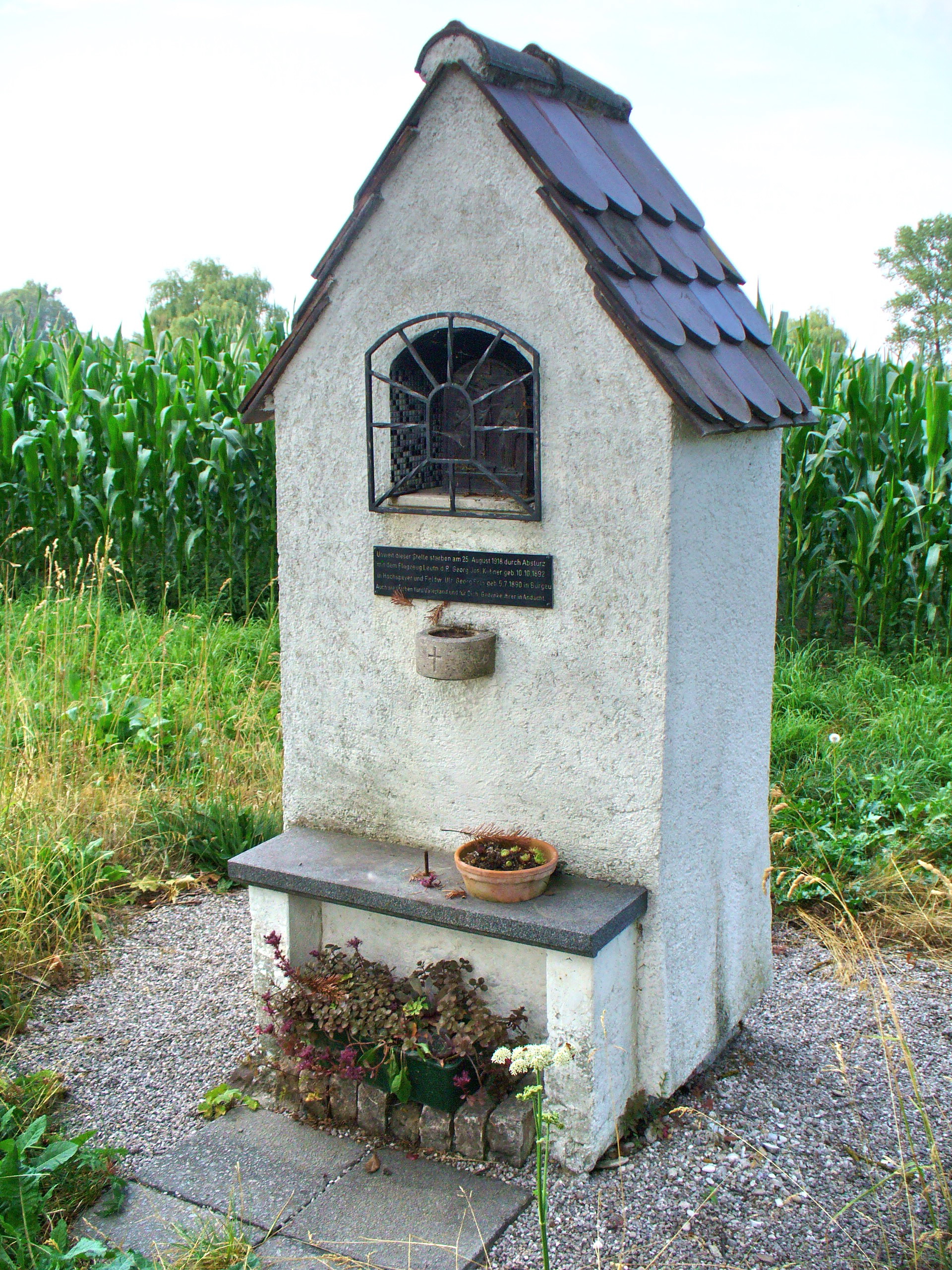
Der Bildstock erinnert an zwei tote Piloten

Der Bildstock für die Opfer des Flugzeugabsturzes vom 25. August 1918 ist ein Flurdenkmal in der Gemeinde Ismaning (Oberbayern) (Aktennummer D-1-84-130-13). Er wurde 1918 an der Mayerbacherstraße etwa vier Kilometer östlich des Ortes, im Erdinger Moos errichtet.
Das Denkmal erinnert an den Absturz eines deutschen Militärflugzeuges in der Nähe des Goldachhofes kurz vor Ende des Ersten Weltkriegs. Bei dem Unglück kamen der Reserveleutnant Georg Joseph Kuhner (* 10. Oktober 1892) aus Hochspeyer und der Feldwebel Ulrich Georg Frey (* 5. Juli 1890) aus Burgau ums Leben.
Der Bildstock ist etwa zwei Meter hoch und weist mit seinem spitzgiebeligem Aufsatz neobarocke Elemente auf. In einer Nische ist hinter einem schmiedeeisernen Gitter ein Blechrelief aufgestellt, das die Kreuzigung Jesu Christi darstellt. 
In den Jahren nach seiner Errichtung verfiel der Bildstock zusehends. Erst einige Fischer aus Ismaning, die das Denkmal auf dem Weg zu ihren Fischgründen passierten, entschlossen sich zu dessen Restaurierung. 